# Újkúti-patak
A Újkúti-patak a Zala vármegyei Valkonya és Rigyác községek közötti erdős vidéken ered, s onnan zömmel déli irányba folyik. Miután keresztezi a 7-es főutat és az M7-es autópályát, keletről elhalad Petrivente, nyugatról pedig Semjénháza házai mellett. A vele szinte végig párhuzamosan futó Rigyáci-patakot  – amellyel Semjénháza címerében is szerepel – már Molnári közigazgatási területén éri el jobb oldalról. 
Az Újkúti-patak völgyének több szakaszán is régészeti kutatásokat folytatnak, amelynek során többek között a kőrézkori Balaton-Lasinja kultúra nyomait kutatják.
Az Újkúti-patak vízgyűjtő területe a Nyugat-dunántúli Vízügyi Igazgatóság (NYUDUVIZIG) működési területéhez tartozik.